# Epimastidia dampierensis
Epimastidia dampierensis är en fjärilsart som beskrevs av Rothschild 1915. Epimastidia dampierensis ingår i släktet Epimastidia och familjen juvelvingar. Inga underarter finns listade i Catalogue of Life.